# Jozef Adámik
Jozef Adámik (Komárno, 10 april 1985) is een Slowaaks voetballer (verdediger) die sinds 2011 voor de Tsjechische eersteklasser FC Baník Ostrava uitkomt. Voordien speelde hij in zijn geboorteland voor onder andere MFK Dubnica en FK Dukla Banská Bystrica.